# Красная книга Владимирской области
Красная книга Владимирской области — аннотированный список редких и находящихся под угрозой исчезновения животных, растений и грибов Владимирской области. Она была подготовлена коллективом учёных под редакцией Р. Е. Азбукиной.

## Издание
Первое издание Красной книги Владимирской области выпущено в 2008 году, дополнительный тираж первого издания вышел в 2010 году. Красная книга Владимирской области является официальным изданием, предназначенным как для специалистов, так и для широкого круга читателей.
В этом издании оценка состояния видов и популяций проведена по категориям, сочетающим как категории Красной книги Российской Федерации, так и категории Международного союза охраны природы, которые соотносятся следующим образом:
| Категории Красной книги России            | Категории по системе МСОП                                                   | Категории Красной книги Владимирской области |
| 0 — вероятно исчезнувшие                  | RE — вероятно исчезнувшие в регионе                                         | 0 (RE)                                       |
| 1 — находящиеся под угрозой исчезновения  | CR — находящиеся в критическом состоянии (на грани исчезновения)            | 1 (CR)                                       |
| 2 — сокращающиеся в численности           | EN — находящиеся в опасном состоянии (исчезающие)                           | 2 (EN)                                       |
| 3 — редкие                                | VU — уязвимые                                                               | 3 (VU)                                       |
| 3 — редкие                                | NT — находящиеся в состоянии, близком к угрожаемому (потенциально уязвимые) | 3 (NT)                                       |
| 3 — редкие                                | LC — вызывающие наименьшие опасения                                         | 3 (LC)                                       |
| 4 — неопределенные по статусу             | DD — недостаточно изученные                                                 | 4 (DD)                                       |
| 5 — восстановленные и восстанавливающиеся | (отсутствует)                                                               | 5                                            |

В издании представлен список редких и находящихся под угрозой исчезновения животных, растений и грибов Владимирской области, в который включены 160 видов животных (по сравнению с 2006 годом — 320 видов животных) и 160 видов растений и 10 грибов (по сравнению с 2006 году — 208 видов растений и 17 видов грибов).
Для каждого вида приведены иллюстрации, карта распространения, определены статус и категория редкости, даны краткое описание, сведения о численности и необходимых мерах охраны.
В 2017 году перечень объектов животного и растительного мира был обновлён.

## Списки видов
На 2018 год в Красную книгу внесены 340 видов животных, растений и грибов (в скобках указана категория редкости).

### Растения
- Botrychium lunaria — Гроздовник полулунный (2)
- Botrychium multifidum — Гроздовник многораздельный (3)
- Botrychium virginianum — Гроздовник виргинский (3)
- Ophioglossum vulgatum — Ужовник обыкновенный (3)
- Salvinia natans — Сальвиния плавающая (3)

- Huperzia selago — Баранец обыкновенный (3)
- Lycopodiella inundata — Плаунок топяной (5)
- Diphasiastrum tristachyum — Дифазиаструм трехколосковый (3)
- Isoetes lacustris — Полушник озерный (1)
- Isoetes echinospora — Полушник колючеспоровый, или Полушник щетинистый (1)

- Sparganium glomeratum — Ежеголовник скученный (3)
- Sparganium gramineum — Ежеголовник злаковый (1)
- Potamogeton praelongus — Рдест длиннейший (3)
- Najas flexilis — Наяда гибкая (1)
- Najas minor — Наяда малая (4)
- Alisma lanceolatum — Частуха ланцетная (3)
- Brachypodium sylvaticum — Коротконожка лесная (3)
- Bromopsis benekenii — Кострец Бенекена (3)
- Cinna latifolia — Цинна широколистная (3)
- Drymochloa sylvatica — Овсяница лесная, или Овсяница высокая (3)
- Glyceria lithuanica — Манник литовский (3)
- Glyceria nemoralis — Манник дубравный (3)
- Poa remota — Мятлик расставленный (3)
- Scolochloa festucacea — Тростянка овсяницевидная (2)
- Trisetum sibiricum — Трищетинник сибирский (3)
- Blysmus compressus — Блисмус сжатый (3)
- Carex atherodes — Осока прямоколосая (3)
- Carex caryophyllea — Осока гвоздичная, или Осока весенняя (3)
- Carex chordorrhiza — Осока плетевидная, или Осока струнокорневая (2)
- Carex disperma — Осока двусеменная (3)
- Carex loliacea — Осока плевельная (3)
- Carex paupercula — Осока заливная (2)
- Carex pauciflora — Осока малоцветковая (3)
- Carex pilulifera — Осока шариконосная (3)
- Cladium mariscus — Меч-трава обыкновенная (1)
- Eriophorum gracile — Пушица стройная (1)
- Eriophorum latifolium — Пушица широколистная (2)
- Scirpus tabernaemontani — Камыш Табернемонтана (3)
- Juncus bulbosus — Ситник луковичный (3)
- Fritillaria meleagris — Рябчик шахматный (3)
- Tulipa biebersteiniana — Тюльпан Биберштейна (1)
- Iris sibirica — Ирис сибирский (3)
- Cephalanthera rubra — Пыльцеголовник красный (3)
- Corallorhiza trifida — Ладьян трехнадрезный (2)
- Cypripedium calceolus — Венерин башмачок настоящий (3)
- Cypripedium guttatum — Башмачок крапчатый (0)
- Dactylorhiza baltica — Пальчатокоренник балтийский (4)
- Dactylorhiza maculata — Пальчатокоренник пятнистый (3)
- Dactylorhiza traunsteineri — Пальчатокоренник Траунштейнера (4)
- Epipactis palustris — Дремлик болотный (3)
- Goodyera repens — Гудайера ползучая (3)
- Gymnadenia conopsea — Кокушник длиннорогий (2)
- Hammarbya paludosa — Гаммарбия болотная (1)
- Neottia ovata — Гнездовка яйцевидная (3)
- Malaxis monophyllos — Мякотница однолистная (2)
- Neottianthe cucullata — Неоттианта клобучковая (2)
- Orchis militaris — Ятрышник шлемовидный (1)
- Neotinea ustulata — Неотинея обожженная (1)
- Platanthera chlorantha — Любка зеленоцветковая (4)

- Populus nigra — Тополь черный, или Осокорь (2)
- Salix myrtilloides — Ива черничная (2)
- Salix phylicifolia — Ива филиколистная (3)
- Betula humilis — Берёза приземистая (2)
- Thesium ebracteatum — Ленец бесприцветниковый (4)
- Arenaria saxatilis — Песчанка скальная (3)
- Dianthus arenarius — Гвоздика песчаная (3)
- Dianthus borbasii — Гвоздика Борбаша (3)
- Moehringia lateriflora — Мерингия бокоцветковая (3)
- Silene baccifera — Смолёвка ягодная (3)
- Silene chlorantha — Смолёвка зеленоцветковая (4)
- Stellaria crassifolia — Звездчатка толстолистная (3)
- Nuphar pumila — Кубышка малая (1)
- Nymphaea candida — Кувшинка белоснежная, или Кувшинка чисто-белая (5)
- Aconitum flerovii — Аконит Флёрова (3)
- Anemone nemorosa — Ветреница дубравная (3)
- Anemone sylvestris — Ветреница лесная (3)
- Delphinium elatum — Живокость высокая (3)
- Hepatica nobilis — Печёночница благородная (3)
- Pulsatilla patens — Прострел раскрытый (3)
- Ranunculus reptans — Лютик стелющийся (1)
- Thalictrum aquilegifolium — Василисник водосборолистный (3)
- Thalictrum minus — Василисник малый (4)
- Corydalis cava — Хохлатка полая (1)
- Corydalis intermedia — Хохлатка промежуточная (3)
- Corydalis marschalliana — Хохлатка Маршалла (0)
- Arabis pendula — Резуха повислая (3)
- Arabis sagittata — Резуха стреловидная (3)
- Cardamine quinquefolia — Сердечник пятилистный (3)
- Lunaria rediviva — Лунник оживающий (3)
- Sisymbrium strictissimum — Гулявник прямой (3)
- Drosera anglica — Росянка английская (2)
- Drosera xobovata — Росянка обратнояйцевидная (3)
- Jovibarba globifera — Молодило шароносное, или Молодило побегоносное (3)
- Potentilla arenaria — Лапчатка песчаная (3)
- Potentilla humifusa — Лапчатка распростёртая, или Лапчатка семилисточковая (3)
- Rosa acicularis — Шиповник иглистый (4)
- Rubus chamaemorus — Морошка (2)
- Genista germanica — Дрок германский (1)
- Lathyrus palustris — Чина болотная (2)
- Lathyrus pisiformis — Чина гороховидная (3)
- Oxytropis pilosa — Остролодочник волосистый (3)
- Vicia cassubica — Горошек кашубский (3)
- Vicia pisiformis — Горошек гороховидный (3)
- Vicia sylvatica — Горошек лесной (3)
- Geranium sanguineum — Герань кроваво-красная (3)
- Radiola linoides — Радиола льновидная (2)
- Polygala amarella — Истод горьковатый (2)
- Euphorbia palustris — Молочай болотный (3)
- Euphorbia semivillosa — Молочай полумохнатый (1)
- Hypericum hirsutum — Зверобой волосистый (3)
- Elatine alsinastrum — Повойничек мокричный (2)
- Viola elatior — Фиалка высокая, или Фиалка горная (3)
- Viola stagnina — Фиалка прудовая, или Фиалка персиколистная (3)
- Viola selkirkii — Фиалка Селькирка (3)
- Viola uliginosa — Фиалка топяная (3)
- Circaea lutetiana — Двулепестник парижский (2)
- Trapa natans — Рогульник плавающий (3)
- Angelica archangelica — Дудник лекарственный (3)
- Angelica palustris — Дудник болотный (1)
- Conioselinum tataricum — Гирчовник татарский (3)
- Laserpitium prutenicum — Гладыш прусский (3)
- Sanicula europaea — Подлесник европейский (3)
- Seseli annuum — Жабрица однолетняя (3)
- Cornus alba — Свидина белая (3)
- Moneses uniflora — Одноцветка крупноцветковая (3)
- Arctostaphylos uva-ursi — Толокнянка обыкновенная (2)
- Vaccinium microcarpum — Клюква мелкоплодная (2)
- Hottonia palustris — Турча болотная (1)
- Primula veris — Первоцвет весенний (3)
- Fraxinus excelsior — Ясень обыкновенный (3)
- Gentianella amarella — Горечавочка горьковатая (2)
- Gentiana cruciata — Горечавка крестовидная (3)
- Lithospermum officinale — Воробейник лекарственный (3)
- Omphalodes scorpioides — Пупочник ползучий (1)
- Ajuga genevensis — Живучка женевская (3)
- Dracocephalum ruyschiana — Змееголовник Руйша (2)
- Lycopus exaltatus — Зюзник высокий (5)
- Nepeta pannonica — Котовник венгерский (1)
- Scutellaria hastifolia — Шлемник копьелистный (2)
- Salvia glutinosa — Шалфей клейкий (1)
- Thymus ucrainicus — Тимьян украинский, или Тимьян блошиный (3)
- Thymus serpyllum — Тимьян ползучий (3)
- Gratiola officinalis — Авран лекарственный (3)
- Scrophularia umbrosa — Норичник теневой, или Норичник  крылатый (3)
- Pedicularis kaufmannii — Мытник Кауфмана (5)
- Pedicularis palustris — Мытник болотный (2)
- Pedicularis sceptrum-carolinum — Мытник скипетровидный (2)
- Orobanche bartlingii — Заразиха Бартлинга, или Заразиха эльзасская (3)
- Utricularia intermedia — Пузырчатка средняя (3)
- Utricularia minor — Пузырчатка малая (3)
- Galium intermedium — Подмаренник промежуточный (3)
- Galium triflorum — Подмаренник трёхцветковый (3)
- Adenophora liliifolia — Бубенчик лилиелистный (3)
- Campanula cervicaria — Колокольчик жёстковолосистый (3)
- Campanula latifolia — Колокольчик широколистный (3)
- Crepis praemorsa — Скерда тупоконечная (1)
- Crepis sibirica — Скерда сибирская (3)
- Filago minima — Жабник малый (2)
- Helichrysum arenarium — Цмин песчаный (5)
- Hieracium arcuatidens — Ястребинка изогнутая (3)
- Jacobaea tatarica — Якобея татарская (3)
- Jurinea cyanoides — Наголоватка васильковая (3)
- Petasites frigidus — Белокопытник холодный  (3)
- Pilosella lactucella — Ястребиночка скороспелка, или Ястребиночка латуковидная (1)

### Грибы
- Choiromyces venosus — Трюфель белый (1)

- Calvatia gigantea — Головач гигантский (4)
- Cortinarius violaceus — Паутинник фиолетовый (3)
- Gyroporus castaneus — Гиропор каштановый (4)
- Phallus impudicus — Весёлка обыкновенная (4)
- Grifola frondosa — Грифола курчавая, или Гриб-баран (4)
- Hericium coralloides — Ежовик коралловидный (4)

### Животные
- Triops cancriformis — Летний щитень (4)

- Lycosa singoriensis — Южнорусский тарантул (3)

- Anax imperator — Дозорщик-император (4)
- Sympetrum pedemontanum — Перевязанная стрекоза (4)
- Bryodema tuberculatum — Ширококрылая трещотка (4)
- Cicadetta montana — Горная цикада (3)
- Carabus menetriesi — Жужелица Менетрие (1)
- Carabus nitens — Блестящая жужелица (3)
- Carabus violaceus — Фиолетовая жужелица (1)
- Carabus coriaceus — Шагреневая жужелица (3)
- Calosoma sycophanta — Пахучий красотел (0)
- Calosoma inquisitor — Бронзовый красотел (3)
- Xylodrepa quadripunctata — Четырёхточечный мертвоед (3)
- Emus hirtus — Волосатый хищник (3)
- Lucanus cervus — Жук-олень (0)
- Dorcus parallelipipedus — Рогач-оленёк (1)
- Gnorimus octopunctatus — Восьмиточечный восковик (3)
- Aphodius bimaculatus — Двупятнистый афодий (1)
- Osmoderma barnabita — Обыкновенный отшельник (1)
- Protaetia fieberi — Бронзовка Фибера (1)
- Potamophylax rotundipennis — Круглоперистый потамофилакс (3)
- Apoda limacodes — Бабочка-мокрица (4)
- Acossus terebra — Осиновый древоточец (4)
- Phragmataecia castaneae — Камышовый сверлило (3)
- Sabra harpagula — Дубовая серпокрылка (4)
- Eversmannia exornata — Украшенная эверсманния (3)
- Eriogaster lanestris — Пушистый коконопряд (4)
- Cosmotriche lobulina — Лунчатый коконопряд (4)
- Aglia tau — Рыжий ночной павлиний глаз (3)
- Eudia pavonia — Малый ночной павлиний глаз (3)
- Lemonia taraxaci — Одуванчиковый шелкопряд (1)
- Proserpinus proserpina — Зубокрылый бражник (3)
- Hemaris fuciformis — Шмелевидный бражник (3)
- Pygaera timon — Хохлатка-тимон (3)
- Drymonia ruficornis — Дубовая хохлатка (4)
- Odontosia sieversi — Хохлатка Сиверса (4)
- Calliteara abietis — Еловая шерстолапка (3)
- Catocala pacta — Краснобрюхая орденская лента (3)
- Catocala promissa — Малая дубовая орденская лента (3)
- Callimorpha dominula — Медведица-госпожа (3)
- Hyphoraia aulica — Буро-жёлтая медведица (1)
- Arctia flavia — Жёлтая медведица (1)
- Epicallia villica — Сельская медведица (4)
- Pericallia matronula — Медведица-жёнушка (4)
- Diaphora mendica — Медведица-нищенка (4)
- Epatolmis caesarea — Чёрная медведица (4)
- Carcharodus flocciferus — Шандровая толстоголовка (4)
- Pyrgus alveus — Шашечная толстоголовка (3)
- Pyrgus serratulae — Лапчатковая толстоголовка (4)
- Zerynthia polyxena — Поликсена (4)
- Parnassius mnemosyne — Мнемозина (3)
- Parnassius apollo — Обыкновенный аполлон (3)
- Iphiclides podalirius — Подалирий (3)
- Nordmannia ilicis — Падубовая хвостатка (4)
- Maculinea arion — Голубянка-арион (3)
- Maculinea nausithous — Черноватая голубянка (1)
- Maculinea teleius — Точечная голубянка (1)
- Neptis rivularis — Таволговая пеструшка (4)
- Neptis sappho — Темнокрылая пеструшка (4)
- Melitaea diamina — Сетчатая шашечница (4)
- Clossiana eunomia — Болотная перламутровка (3)
- Boloria aquilonaris — Северная перламутровка (3)
- Pararge aegeria — Краеглазка-эгерия (1)
- Coenonympha tullia — Болотная сенница (3)
- Acantholyda flaviceps — Желтоголовая акантолида (4)
- Orussus abietinus — Паразитический оруссус (4)
- Parnopes grandior — Крупный парнопес (3)
- Xylocopa valga — Пчела-плотник (1)
- Bombus proteus — Изменчивый шмель (4)
- Bombus muscorum — Моховой шмель (4)

- Acipenser gueldenstaedtii — Русский осётр (4)
- Acipenser ruthenus — Стерлядь (3)
- Alburnoides rossicus — Русская быстрянка (4)
- Phoxinus phoxinus — Обыкновенный гольян (4)
- Rhynchocypris percnurus — Озёрный гольян (3)
- Cottus gobio — Обыкновенный подкаменщик (3)

- Bombina bombina — Краснобрюхая жерлянка (3)

- Coronella austriaca — Обыкновенная медянка (1)

- Gavia arctica — Чернозобая гагара (1)
- Podiceps ruficollis — Малая поганка (4)
- Podiceps nigricollis — Черношейная поганка (3)
- Podiceps auritus — Красношейная поганка (1)
- Ciconia ciconia — Белый аист (1)
- Ciconia nigra — Чёрный аист (1)
- Ixobrychus minutus — Малая выпь (4)
- Branta ruficollis — Краснозобая казарка (6)
- Anser anser — Серый гусь (1)
- Anser erythropus — Пискулька (6)
- Cygnus cygnus — Лебедь-кликун (1)
- Cygnus olor — Лебедь-шипун (1)
- Anas strepera — Серая утка (4)
- Aythya nyroca — Белоглазая чернеть (6)
- Mergus merganser — Большой крохаль (1)
- Pandion haliaetus — Скопа (1)
- Circus cyaneus — Полевой лунь (2)
- Circus macrourus — Степной лунь (4)
- Circaetus gallicus — Змееяд (1)
- Hieraaetus pennatus — Орёл-карлик (1)
- Aquila clanga — Большой подорлик (2)
- Aquila pomarina — Малый подорлик (4)
- Aquila chrysaetos — Беркут (1)
- Haliaeetus albicilla — Орлан-белохвост (1)
- Falco rusticolus — Кречет (6)
- Falco cherrug — Балобан (6)
- Falco peregrinus — Сапсан (1)
- Falco columbarius — Дербник (4)
- Falco vespertinus — Кобчик (1)
- Falco tinnunculus — Обыкновенная пустельга (3)
- Lagopus lagopus — Белая куропатка (0)
- Grus grus — Серый журавль (3)
- Rallus aquaticus — Пастушок (4)
- Porzana parva — Малый погоныш (4)
- Himantopus himantopus — Ходулочник (4)
- Haematopus ostralegus — Кулик-сорока (3)
- Tringa glareola — Фифи (3)
- Tringa stagnatilis — Поручейник (3)
- Xenus cinereus — Мородунка (3)
- Philomachus pugnax — Турухтан (4)
- Numenius arquata — Большой кроншнеп (3)
- Numenius phaeopus — Средний кроншнеп (1)
- Limosa limosa — Большой веретенник (3)
- Larus minutus — Малая чайка (3)
- Chlidonias leucopterus — Белокрылая крачка (2)
- Sterna albifrons — Малая крачка (1)
- Columba oenas — Клинтух (3)
- Streptopelia turtur — Обыкновенная горлица (2)
- Bubo bubo — Филин (1)
- Otus scops — Сплюшка (4)
- Athene noctua — Домовый сыч (4)
- Surnia ulula — Ястребиная сова (4)
- Strix nebulosa — Бородатая неясыть (3)
- Coracias garrulus — Обыкновенная сизоворонка (1)
- Alcedo atthis — Обыкновенный зимородок (3)
- Merops apiaster — Золотистая щурка (3)
- Picus viridis — Зелёный дятел (3)
- Picus canus — Седой дятел (5)
- Dendrocopos medius — Средний пёстрый дятел (4)
- Picoides tridactylus — Трёхпалый дятел (3)
- Lullula arborea — Лесной жаворонок (3)
- Anthus pratensis — Луговой конёк (3)
- Lanius excubitor — Серый сорокопут (3)
- Nucifraga caryocatactes — Кедровка (4)
- Locustella luscinioides — Соловьиный сверчок (4)
- Locustella naevia — Обыкновенный сверчок (5)
- Acrocephalus scirpaceus — Тростниковая камышевка (4)
- Acrocephalus arundinaceus — Дроздовидная камышевка (3)
- Sylvia nisoria — Ястребиная славка (3)
- Ficedula albicollis — Мухоловка-белошейка (4)
- Remiz pendulinus — Обыкновенный ремез (4)
- Parus cyanus — Белая лазоревка (4)
- Fringilla montifringilla — Вьюрок (4)
- Emberiza hortulana — Садовая овсянка (5)
- Emberiza rustica — Овсянка-ремез (1)
- Emberiza aureola — Дубровник (птица) (0)

- Desmana moschata — Русская выхухоль (2)
- Myotis nattereri — Ночница Наттерера (4)
- Myotis dasycneme — Прудовая ночница (4)
- Nyctalus leisleri — Малая вечерница (4)
- Nyctalus lasiopterus — Гигантская вечерница (4)
- Pteromys volans — Обыкновенная летяга (1)
- Glis glis — Соня-полчок (4)
- Muscardinus avellanarius — Орешниковая соня (4)
- Eliomys quercinus — Садовая соня (4)
- Dryomys nitedula — Лесная соня (4)
- Mustela lutreola — Европейская норка (1)
- Lutra lutra — Речная выдра (3)
- Ursus arctos — Бурый медведь (1)
- Lynx lynx — Рысь (1)
- Bison bonasus — Европейский зубр (1)